# Бучинаско
Бучина̀ско (на италиански: Buccinasco, на западноломбардски: Bücinàsch, Бючинаск) е град и община в Северна Италия, провинция Милано, регион Ломбардия. Разположен е на 113 m надморска височина. Населението на общината е 26 651 души (към 2012 г.).